# La hija del general
La hija del general (título original: The General's Daughter) es una película de 1999 protagonizada por John Travolta y Madeleine Stowe y dirigida por Simon West. Está basada en la novela homónima de 1992 del escritor Nelson DeMille.

## Argumento
Paul Brenner es miembro del CID del Ejército de los Estados Unidos. Como tal investiga robos de armas cometidos en una base en el sur de Estados Unidos y conoce allí por casualidad a la capitán Elisabeth Campbell, del Departamento de Guerra Psicológica. Una noche ella es encontrada asesinada en la base militar. La encuentran desnuda en un campo de entrenamiento, atada y fijada por estacas en el suelo. La escena sugiere una violación. Brenner se hace cargo de la investigación del caso y descubre que era la hija del comandante del fuerte, el famoso general Joseph Campbell. 
Le ayuda la colega y experta en violaciones Sara Sunhill. Tras el análisis de la escena del delito se descubre que la víctima no fue violada, sino que fue una escenificación de una violación. Debido a las huellas encontradas se sospecha de su superior, el coronel Robert Moore. Brenner lo arresta cuando no habla y lo encierra. También descubre que Elisabeth tuvo relaciones sexuales ilícitas con los oficiales del fuerte para atormentar a su padre, algo que él no le dijo cuando habló con él respecto al crimen.
Mientras tanto, Moore sale de la cárcel sin el conocimiento suyo. El responsable de su liberación, el coronel Kent, explica a Brenner que tenía que dejarlo libre, porque había sido encerrado por mala conducta oficial y no por asesinato, por lo que le concedió el arresto domiciliario. Brenner se precipita a su casa y lo encuentra muerto con un disparo en la cabeza y una pistola en la mano. Parece ser que se suicidó porque la mató y no pudo vivir con ello, pero Brenner no cree esa versión que los demás, incluido su padre, intentan hacerle creer.
Brenner descubre más tarde, a través del abogado de Moore, que por deseo de Moore habla con Brenner en caso de que le ocurriese algo así, que Elisabeth fue víctima de una violación en grupo en West Point. También le entrega documentos que lo prueban. Su padre, sin embargo, por deseo superior, coaccionó a su hija para que no lo denunciase y así proteger la academia militar. Recibió por ello más tarde una promoción, pero Elizabeth quedó dañada psíquicamente por ello. Por ello Elizabeth tuvo las relaciones sexuales para atormentar a su padre por lo ocurrido y cuando este le da un ultimátum al respecto, ella recreó en el lugar del asesinato el crimen y convenció a Moore para ayudarla, llamar luego a su padre para que la encontrase y así mostrarle gráficamente, lo que había encubierto para luego irse del lugar y dejarla sola con él.
Cuando su padre la encontró, como luego debe contar a Brenner, él, enfurecido, se fue, la dejó sola y dio a su ayudante, el coronel Fowler, conocedor del asunto, la orden de ocuparse de ella. Fowler le cuenta que la encontró muerta. Finalmente, cuando también se entera casualmente a través de él, que Kent también tuvo una relación sexual ilícita con ella, él se da cuenta de que Kent es el asesino, porque no se lo dijo y porque tuvo la oportunidad de matar a Moore. Buscándolo lo encuentra en el lugar del crimen con Sunhill. Atrapado él les confiesa que la encontró allí y lo vio todo. Estaba enamorado y obsesionado con ella. Se aproximó luego a ella cuando su padre se fue del lugar y cuando rechazó sus avances en su obstinación con su padre, él se enloqueció y la estranguló hasta que murió. Luego Kent mató a Moore y lo hizo parecer como un suicidio para intentar incriminarlo y evitar así ser desenmascarado como el asesino. Después de la confesión él se suicida.
Durante el transporte del cuerpo de Elizabeth, Brenner acusa al general Campbell de haber matado a su hija cuando encubrió la violación en la academia, y que Kent solo la liberó de su sufrimiento causado por su traición al respecto. Por ello, ignorando la amenaza del general de destruir su carrera, si lo revelaba, Brenner lo lleva a un consejo de guerra por el encubrimiento. Es declarado culpable, lo que significa su fin. Adicionalmente los violadores son encontrados por Brenner y Sunhill y condenados a 20 años de cárcel.

## Reparto
- John Travolta como Agente de la CID Paul Brenner.
- Madeleine Stowe como Agente de la CID Sarah Sunhill.
- James Cromwell como Teniente General Joseph Campbell.
- Timothy Hutton como Coronel William Kent.
- Leslie Stefanson como Capitán Elisabeth Campbell.
- Daniel von Bargen como Jefe de Policía Yardley.
- Clarence Williams III como Coronel George Fowler.
- James Woods como Coronel Dr. Robert Moore
- John Beasley como Coronel Dr. Donald Slesinger
- Boyd Kestner como Capitán Jake Elby.

## Producción
Bruce Willis y Michael Douglas fueron candidatos para el papel de Brenner. Sin embargo ese papel lo obtuvo finalmente John Travolta. Cabe también destacar que fue el actor John Travolta quien eligió a la actriz protagonista Madeleine Stowe. Al principio se intentó rodar la película en algún fuerte militar de verdad, pero todos se negaron debido al argumento del filme.
Finalmente, gran parte del rodaje de la película se realizó en Georgia y con una media de 40 °C.  Para ser más precisos, la producción cinematográfica se filmó en la Universidad de Savannah, Georgia, y en el aeropuerto Van Nuys, California.

## Premios
- Premios ALMA (2000): 1 Nominación
- Premios ASCAP (2000): 1 Premio
- Premios Blockbuster Entertainment (2000): 3 Nominaciones
- Premios Hollywood Makeup Artist and Hair Stylist Guild (2000): 1 Premio
- Premios Image (2000): 1 Nominación
- Premios SFFCC (2000): 1 Premio